# 巴西—日本關係
巴西－日本關係（日语：／ Nippaku kankei），是指歷史上的日本和巴西、以至現在日本國與巴西聯邦共和國之間的雙邊關係。
兩地最早的交往，可追溯至1803年日本四名飄流者登陸巴西。日本和巴西其後在1895年建立外交關係。而自1908年日本首批移民乘坐笠戶丸移民巴西以來，日本開始出現移民巴西的浪潮，使巴西至21世紀後仍為日本海外日僑數量最多的國家，為數約150萬人。兩國曾在1940年代因在第二次世界大戰中身處不同陣營而斷交，但其後已恢復。
日巴兩國因為移民的原因，而在經貿和文化上維持密切的聯繫。日本是巴西的第二大援助國，僅次於德國。兩國並互為彼此在拉丁美洲和亞洲前幾名的貿易夥伴。
日本於巴西首都巴西利亞設有大使館，在聖保羅、里約熱內盧、庫里奇巴及瑪瑙斯設有總領事館，在貝倫、愉港及勒西菲設有領事事務所。巴西於日本首都東京都港區設有大使館，在東京都品川區、愛知縣名古屋市及靜岡縣濱松市設有總領事館。

## 歷史

### 二戰前

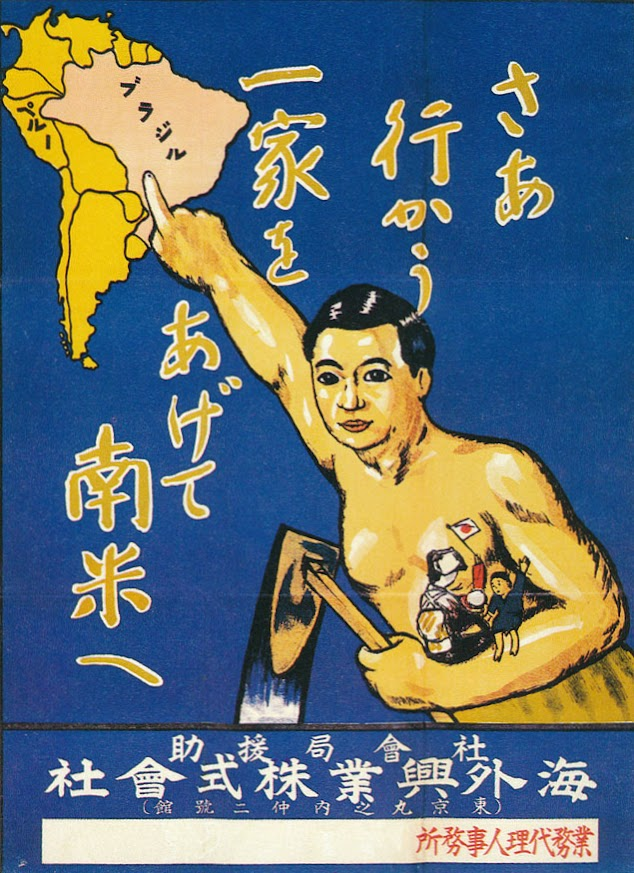
日本人自1908年起開始移民巴西，使其為世界上日僑數量最多的國家，圖為日本海外興業株式會社推廣移民巴西的海報。

日本和巴西的交往可追溯至1803年。1803年12月21日，日本宮城縣的四名漂流者被一艘俄羅斯帝國的軍艦救出，並在巴西圣卡塔琳娜州弗洛里亚诺波利斯登陸，這四名漂流者因此成為首批登陸巴西的日本人。1889年7月14日，巴西海軍巡洋艦巴羅佐提督號停泊日本橫濱港，當該艦啟航離日時，一位名為大武和三郎的外交官也隨艦前往巴西。此後大武花了三十年歲月編纂日葡辭典和葡日辭典，協助了移居當地的日僑適應巴西的生活。
1889年，巴西帝國滅亡，巴西改行共和制。新的巴西聯邦共和國政府在1892年10月5日通過第97號法案，允許日本和中國移民到巴西定居。1895年，日本駐法國公使曾禰荒助和巴西駐法大使加布里埃爾·托萊多·比薩在巴黎簽訂友好通商航海条约，並建立外交關係。兩年後，日本和巴西互設公使館。首任日本駐巴西公使珍田捨巳於8月23日赴當時巴西首都里約熱內盧以北的彼得羅波利斯履新。而首任巴西駐日本公使恩里克·卡洛斯·里贝罗·巴博萨（Henrique Carlos Ribeiro Barbosa）亦在同年9月赴東京上任。

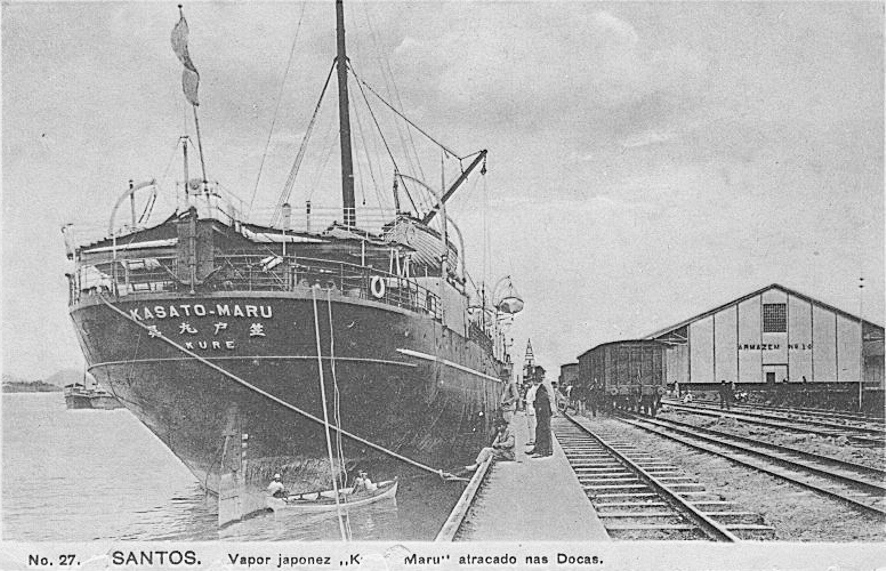
日本船隻「笠戶丸」載運第一批日本移民從神戶開抵巴西桑托斯港，1908年。

1905年，日本駐巴西公使杉村濬前往米纳斯吉拉斯州和聖保羅州的咖啡农场之後，撰寫報告鼓勵日本人移民巴西，引發日本人移民巴西的浪潮。1908年4月28日，來自158個家庭的781人成為首批日本移民，從神戶港乘坐笠戶丸前往巴西桑托斯。兩年後的6月28日，再有906名日本人乘坐旅順丸移民到巴西。1915年，日本駐聖保羅總領事館開館，由松村貞雄擔任日本駐聖保羅首任總領事。
1923年關東大地震時，日本政府向地震受災者提供移民援助，再加上東宮裕仁大婚時日本政府派出移民渡航費，促成第二次日本人移民巴西的浪潮。1924年，合共377名日本人使用地震受災者移民援助或東宮裕仁大婚時所派的移民渡航費移民巴西。同年，兩國外交關係提升為大使級。1926年5月8日，日本巴西協會在神戶成立。兩年後，神戶開設了巴西移民宿舍。
1942年1月19日，隨著第二次世界大戰爆發，簽訂了《聯合國共同宣言》而加入同盟國的巴西和身為軸心國的日本斷交。同年6月22日，最後一批日本移民從神戶港出發移民巴西。從1908年笠戶丸抵達巴西起計至1942年最後一批日本移民抵達巴西，共有188,986名日本人移民巴西。

### 二戰後

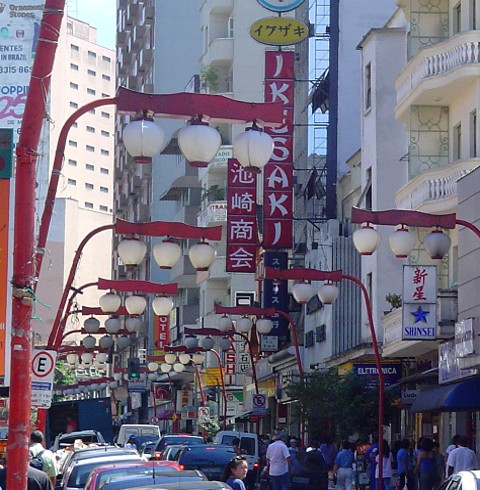
巴西第一大城聖保羅的日本街——自由區。

1952年4月28日，日本和巴西恢復外交關係，並派遣君塚慎為戰後首任日本駐巴西大使。1953年1月18日，戰後首批日本移民抵達巴西。1959年，日本首相岸信介訪問巴西，成為首位訪問巴西的日本政府首腦。
1960年11月14日，日本與巴西在里约热内卢市簽訂移民協定，其後日本人移民巴西數目開始減少（但在1973年仍有日本人從橫濱港出發移民巴西，甚至在當年有日本人乘坐飛機移民巴西）。1969年，法比奧·安田出任巴西工商部長，成為巴西首位日裔部長級高官。1971年，隨著日本經濟增長，移民巴西的日本人數目下降，在最後一班從神戶出發的移民船「巴西丸」啟航後，神戶巴西移民宿舍關閉。
1976年9月15日，巴西總統埃內斯托·蓋澤爾訪問日本，成為首位訪日的巴西國家元首。1997年6月，日本天皇明仁訪問巴西，成為首位訪問巴西的日本國家元首。
2014年8月1日，日本首相安倍晉三訪問巴西，與巴西總統迪爾瑪·羅塞夫會談時，表示將在日本和巴西建交120周年之際舉行慶祝活動，以及就2016年夏季奧林匹克運動會及2020年夏季奧林匹克運動會的主辦交換經驗和看法。兩國並於是次訪問中抓緊建立战略環球合作伙伴關係的機遇，包括訂立兩國外長／外相定期對話機制。

## 經貿關係
根據巴西工商部在2014年的數字，日本是巴西第5大出口國，亦是巴西第9大入口國。1995年，日本對巴西出口額為27億美元，而巴西對日本出口額為33.4億美元。1995年，日本對巴西主要出口機械、運輸設備等，而巴西主要向日本出口金屬、礦產等。2009年，日本和巴西的貿易額為96.3億美元。2014年，日本對巴西出口額為59億美元，而巴西對日本出口額為67.1億美元。其中，巴西向日本出口铁矿石、肉类、农产品、有色金属、化工产品等，而日本向巴西出口汽车配件、汽车、电机、金属加工机械等。
1964年，日本和巴西簽訂通航協議，1968年巴西航空首航日本。1978年，日本航空亦開辦往巴西里約熱內盧和聖保羅的航班，直至2010年9月30日停航為止。
2006年6月，巴西政府與日本政府簽署協議，採用日本改良自歐規DVB系統的SBTVD（即ISDB）做為巴西國內數位電視的訊號標準，並於2007年12月2日開播，之後許多拉丁美洲國家跟進採用。
2014年，日本對巴西直接投資額為37.8億美元。日本亦是巴西第二大援助國，僅次於德國，共援助1.5263億美元。其中499.96億日圓為有償，1.15億日圓為無償，17.34億日圓為技術協作項目。

## 文化關係

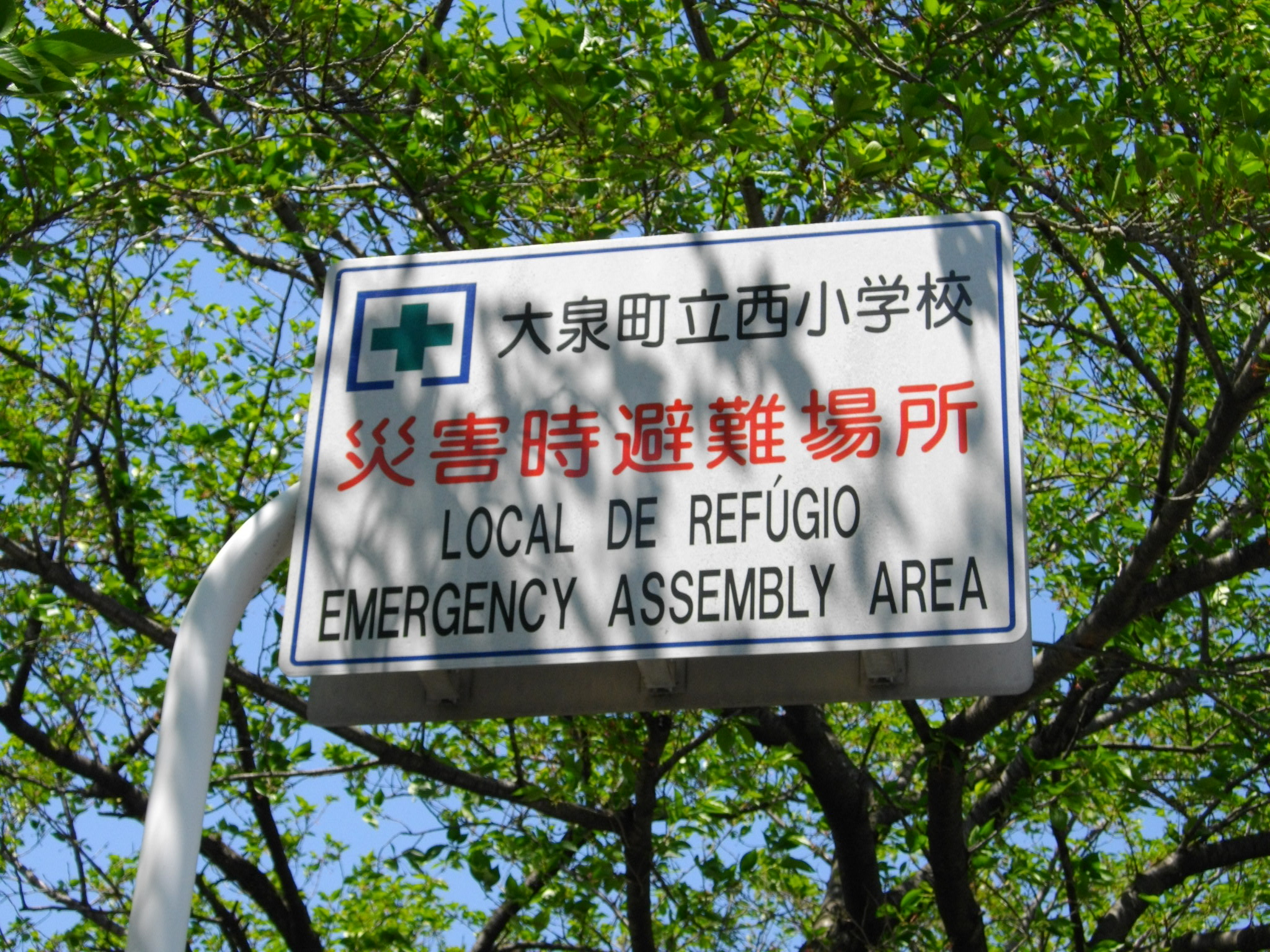
群馬縣邑樂郡大泉町的日、葡、英多語言告示牌。日裔巴西人的回流導致町上出現大量的葡語人口。

日本和巴西在1964年簽訂文化協定，而總數龐大的日裔巴西人則扮演另一項顯要的促進因素，使兩國文化在對方境內傳播。在巴西聖保羅，日語經常於自由區等地的日僑聚居帶使用，該區亦擁有日本以外最多的日語人口，而聖保羅外的巴拉那州、南马托格罗索州、帕拉州和亚马逊州也有少數人口使用日語。1946年，日語報章《聖保羅新聞》在聖保羅發行。1998年，另一日語報章《日经新闻》亦在聖保羅發行。除了日語傳媒外，日本國際交流基金亦在聖保羅設有辦事處。
而在日本，由於日裔巴西人從1980年代起回流，導致當地亦有約30萬的葡萄牙語人口。因此，日本企業例如豐田汽車、鈴木公司和索尼亦提升葡萄牙語為第三大常說的外語，僅次於漢語和韓語。濱松市和群馬縣邑樂郡大泉町甚至擁有大量日裔巴西人人口，因此該地的告示牌都增設有葡文標示。根據日本其中一本葡語雜誌《韋納爾信託》，大泉町有15%的人口視葡語為其母語。
2008年1月17日，為紀念首批日本人移民巴西100周年，巴西總統盧拉·達·席爾瓦宣佈將該年定為「日本巴西交流年」。

## 旅遊

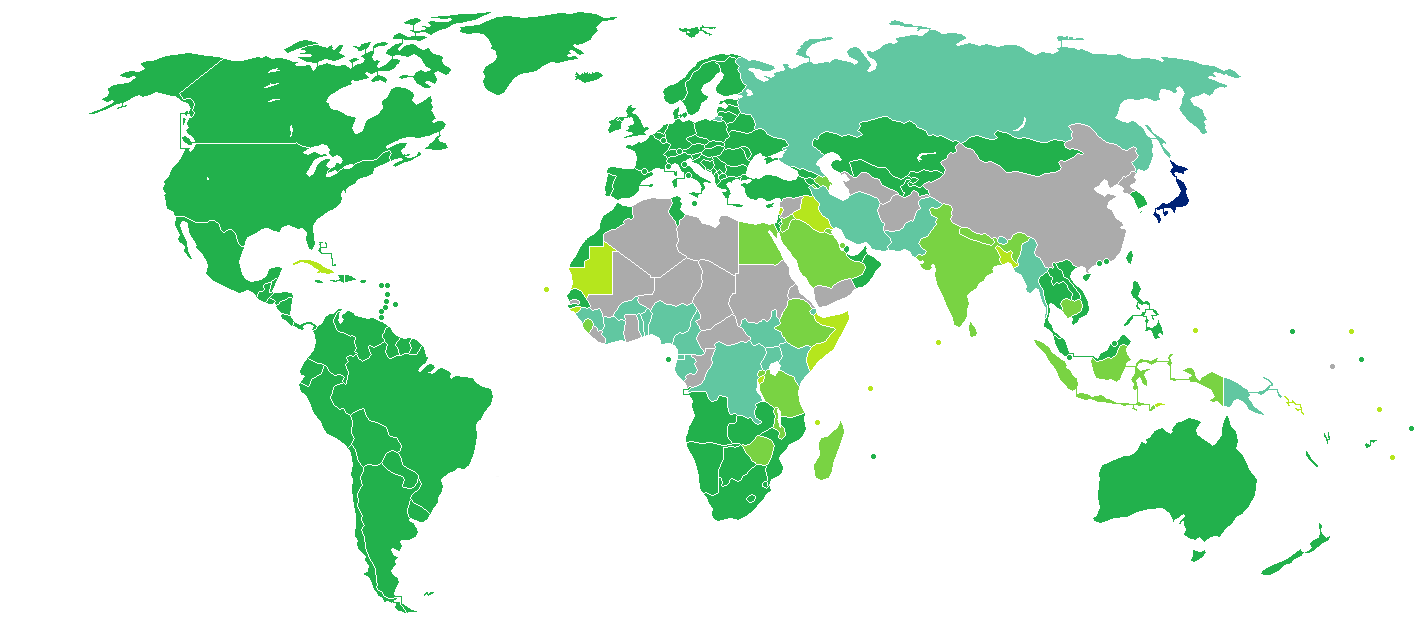
持日本護照的日本公民可以免簽證的方式入境巴西。

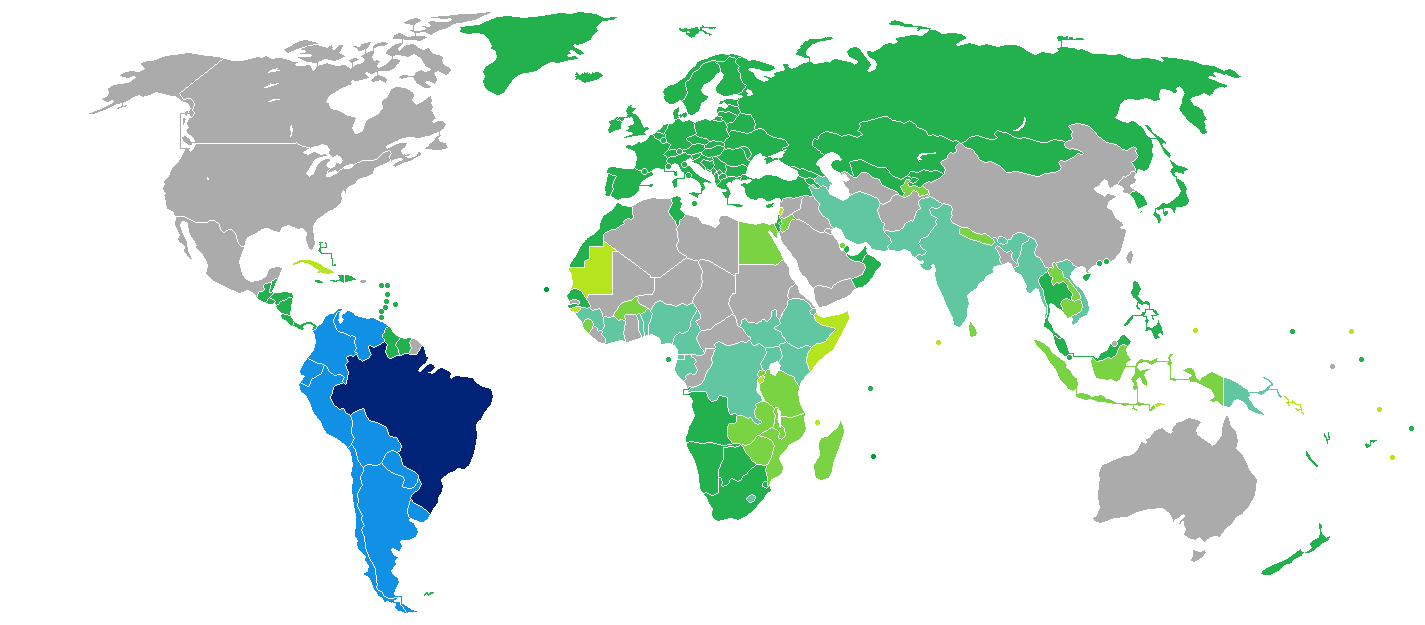
持巴西护照的巴西公民可以免簽證的方式入境日本。

### 簽證
參見：日本簽證政策和日本公民簽證要求
以及：巴西簽證政策和巴西公民簽證要求
自2018年起，持有日本護照的日本公民可以免簽證的方式入境巴西停留90天。
自2023年9月30日起，持巴西护照的巴西公民可以免簽證的方式入境日本停留90天。巴西的公务或外交护照持有者亦可以免簽證的方式入境日本。

## 外部連結
- 巴西駐日大使館
- 日本駐巴西大使館 （页面存档备份，存于）